# فیلیپیکوس (ژنرال)
فیلیپیکوس (به یونانی: Φιλιππικός)، یک ژنرال بیزانس با اصلیت ارمنی، محافظ مخصوص و برادرزن امپراتور موریس بود. فعالیت مهم او ایستادگی در برابر سپاه ساسانی در زمان موریس در سالهای ۵۸۴ و ۵۸۵ میلادی بود. در دوران فوکاس مقام وی کماکان به عنوان یک فرمانده ارشد نظامی حفظ شد و بعد از شورش هراکلیوس علیه فوکاس نیز به عنوان یک فرمانده نظامی با سابقه به جبهه دفاع مقابل ارتش ساسانی فرستاده شد. فیلیپیکوس در زمان حمله شاهین به آناتولی طی چند نبرد برابر وی ایستادگی کرد و سرانجام پس از مدتی درگذشت و در کلیسایی که خودش در کریسوپولیس ساخته بود به خاک سپرده شد.